# اچ‌ام‌اس نپتون (۱۷۵۷)
اچ‌ام‌اس نپتون (۱۷۵۷) (به انگلیسی: HMS Neptune (1757)) یک کشتی بود که طول آن ۱۷۱ فوت (۵۲٫۱ متر) بود. این کشتی در سال ۱۷۵۷ ساخته شد.